# لامبورگینی ۳۵۰جی‌تی
لامبورگینی ۳۵۰جی‌تی (Lamborghini ۳۵۰GT) خودرویی است که در سال‌های ۱۹۶۴ تا ۱۹۶۶(۱۳۵ در ایتالیا تولید شده‌است.
این خودرو در کلاس خودرو GT قرار گرفته، طراحی آن موتور جلو، بوده عرض آن در حالت طبیعی ۱٬۷۳۰ میلیمتر (۶۸٫۱ اینچ) و ارتفاع آن در حالت طبیعی ۱٬۲۲۰ میلیمتر (۴۸٫۰ اینچ) و وزن آن در حالت طبیعی ۱٬۴۵۰ کیلوگرم (۳٬۱۹۷ پوند) است.
موتور آن ۳۴۶۴ سی‌سی سامانه جعبه‌دندهٔ آن ۵ دنده به صورت دستی است.